# باسل العلي
باسل العلي (1 يناير 1983) لاعب كرة قدم سوري يلعب حاليا لصالح نادي الفيصلي الأردني في خط الدفاع من 2014.